# New Jersey Korean War Memorial
Le New Jersey Korean War Memorial est un mémorial de la guerre de Corée situé à Atlantic City aux États-Unis.
Composé de plusieurs statues de soldats, il est l'œuvre des sculpteurs Thomas Jay Warren, Sarah E. Maloney et J. Tom Carrillo.